# 35269 Idefix
35269 Idefix este o planetă minoră (asteroid), cu un diametru de 3,07 km, din centura de asteroizi. A fost descoperită pe 21 august 1996 la Observatorul Kleť de Miloš Tichý⁠(d) și a fost numită după Dogmatix⁠(d). 
Obiectul prezintă o orbită caracterizată de o semiaxă mare de 2,3211357 UAi, o excentricitate de 0,14, o înclinație de 5,98675 ° în raport cu ecliptica.